# نوبویوشی سانو
نوبویوشی سانو (انگلیسی: Nobuyoshi Sano؛ زادهٔ ۱۹ ژانویهٔ ۱۹۶۹) آهنگساز، و تهیه‌کننده موسیقی اهل ژاپن است.